# David Szerman
Pour les articles homonymes, voir Szerman.

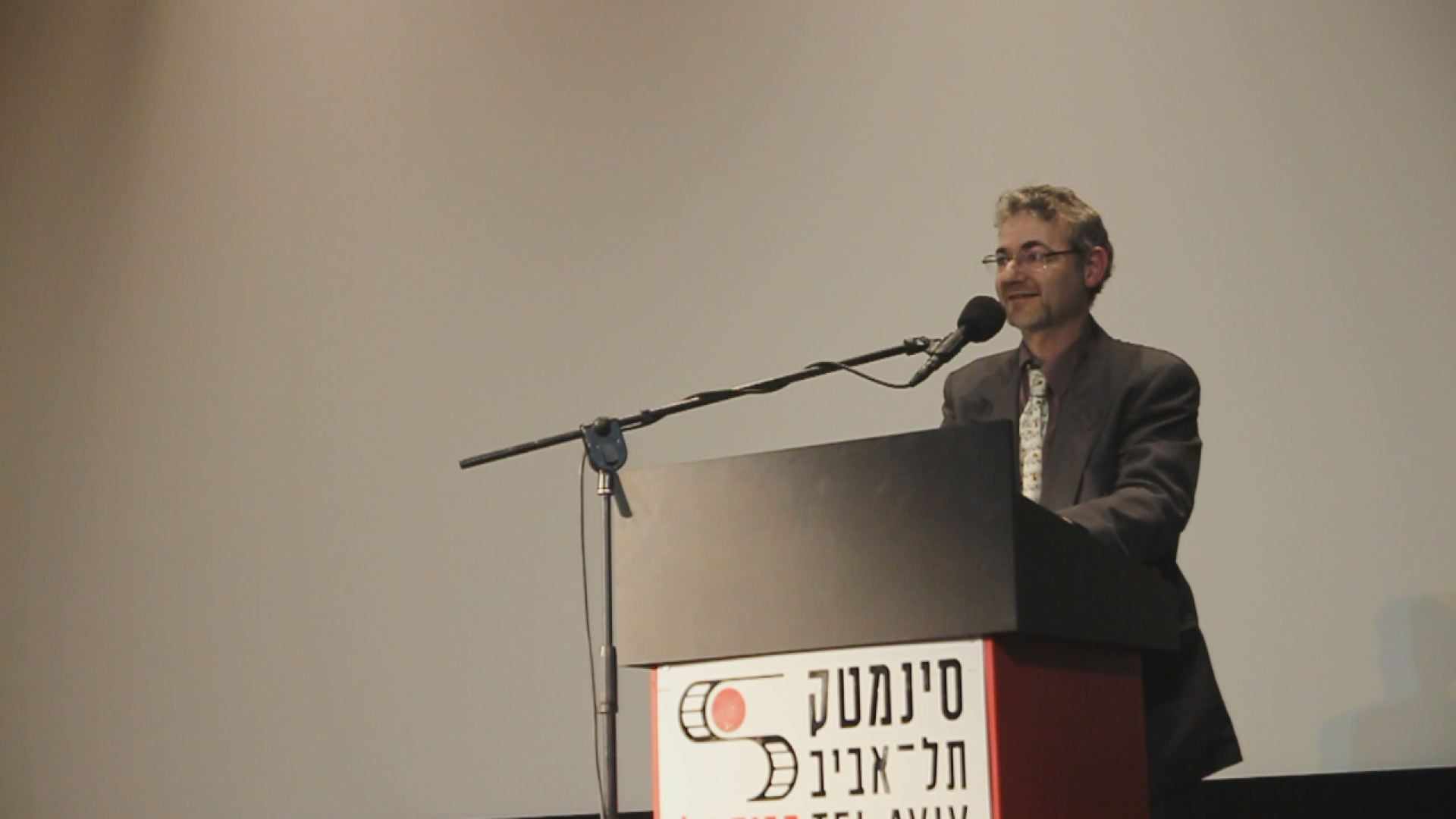
David Szerman à la cinémathèque de Tel-Aviv pour la présentation en avant-première de Yamam.

David Szerman est un réalisateur et scénariste de films documentaires et de courts métrages, né à Paris le 1er janvier 1969. Il vit à Jérusalem depuis 1995.

## Biographie
David Szerman est petit-fils de déportés et de l’écrivaine Francine Wajsbrot. Après des études de cinéma et techniques de l’audiovisuel à l’ESRA (École supérieure de réalisation audiovisuelle) de Paris, il effectue son service militaire comme réalisateur pour la Marine nationale française. Puis il réalise des clips, des publicités et des bandes-annonces de films. Il écrit également des scénarios (dont une série policière se déroulant à Jérusalem) et une série documentaire sur les guerres d’Israël.
En 1994, David Szerman s’installe en Israël. C’est là qu’il rencontre Hayim Azses, qui dirige alors le département des productions de l’Agence juive en Israël. C’est le début d’une grande complicité entre les deux hommes. David réalisera pour lui de nombreux documentaires, films pédagogiques ou courts métrages, dont If I forget Thee O Jerusalem (distribué dans plus de douze pays) et La confrontation (court métrage diffusé deux fois à la télévision française). 
En 1998, David Szerman co-réalise Jérusalem ne m’oublie pas ! pour l'association caritative Keren Or, qui sera projeté sur écran géant au Palais des congrès à Paris. 
En 2000, David rejoint Hayim Azses qui dirige alors le Centre éducatif séfarade de Jérusalem. Il y écrit et réalise les films de fiction : Le Départ (sur la vie de Rabbi Yehouda Halevy) et surtout L’Autre Exode (sur l’expulsion des juifs d’Espagne) qui sera diffusé dans différents festivals et sur France 2. 

### Szerman Films
En parallèle, David dirige depuis 1995 la maison de production Szerman Films. Il y a réalisé entre autres les documentaires : Qumran : à la recherche du trésor de wadi Hakipah, sur la recherche du trésor du Temple à Qumran ; The Kaifeng art sur l’art song et les juifs de Kaifeng ; The Rivkah Project sur le scandale des amputations de pieds en Israël, etc. 
Il a également produit et réalisé des dizaines de films institutionnels pour l’Agence juive, la mairie de Jérusalem, l’Institut du Temple, Christians for Israël (dont le prestigieux clip des 25 ans projeté à la cinémathèque), l’université hébraïque de Jérusalem, l’hôpital Alyn de Jérusalem, le réseau de soupes populaires Hazon Yeshaya et de nombreuses autres institutions.

### Collaboration avec Josy Eisenberg
Depuis 2004, David Szerman filme, monte et réalise en Israël pour Josy Eisenberg et son émission sur France 2 La Source de vie,. Il signe notamment pour lui Les Âmes perdues du Sinaï et Au nom du père et deux reportages sur les conversions en Israël. Ainsi que Les Hébreux du bout du monde et Ces Hébreux des temps messianiques, deux films consacrés aux Bné Ménaché, c’est-à-dire aux juifs d’Inde (où ils sont près de sept millions) et qui prétendent descendre de l’une des dix tribus perdues d’Israël.  
En 2012, David Szerman s’est rendu en Côte d’Ivoire où il a filmé et enquêté sur la « tribu biblique perdue » de Dan qui réside actuellement dans la région des 18 montagnes au nord-ouest de la Côte d’Ivoire. Le film a fait beaucoup de bruit lors de sa diffusion à la télévision française.
En 2014, David tourne Yamam : Pascal Abrahami, l’homme et la légende, sur la vie du plus vieux combattant d’Israël, un Français, héros de l’unité antiterroriste de la police. Pour ce film, d’anciens commandants et combattants de l’unité ont parlé pour la première fois devant une caméra.
David Szerman a réalisé en 2015 La Vie après la mort, un documentaire en trois parties sur la vision de l’au-delà dans le judaïsme,.
Actuellement, David Szerman prépare un scénario de long métrage traitant des juifs dans la Résistance (et en particulier du destin de son grand-père Raymond Wajsbrot, héros de la Résistance et du maquis). 
David Szerman travaille aussi sur un scénario de comédie se situant entre l’Afrique, Israël et la France et relatif au Temple de Jérusalem.

### Un amoureux du cinéma
Amoureux du 7e art, David Szerman a créé en France de nombreux ciné-clubs. Il a également dirigé et animé pendant quatre ans le ciné-club de l’Alliance française à Jérusalem. Il a aussi été critique de films pour Le Chroniqueur.  

## Œuvres

### Documentaires de télévision ou de cinéma
- 2021 : Qumran : À la recherche du trésor de Wadi Hakipah (version longue : 2021)
- 2018 : Visite du musée du Temple de Jérusalem
- 2017 : La Vie après la mort ou la Vision de l'au-delà dans le judaïsme
  - Partie 1 : Le Passage
  - Partie2 : L'Élevation
  - Partie 3 : La Résurrection
- 2016 : Yamam : Pascal Abrahami : L'Homme et la légende
- 2014 : Birkat Ha Ilanote
- 2014 : Michael
- 2013 : Les Danites de Côte d'Ivoire
  - Partie 1 : Hébreux dans la brume
  - Partie 2 : Les Dan de Man
- 2012 : Le Nigoun des anges
- 2010 : De Jérusalem à Abidjan
- 2009 : La Double Vie de David Soussana
- 2008 : Les Bne Menache
  - Partie 1 : Les hébreux du bout du monde
  - Partie 2 : Ces hébreux des temps messianiques
- Au nom du père
- Le Kotel insolite
- De l'éthique à la pratique
- Ephtah' Pi Le Hallel
- The Kainfeng Art
- Les Âmes perdues du Sinaï
- La Main de Dieu dans l'histoire des hommes
- Rabbi David Bouzaglou
- 2006 : Qumran : À la recherche du trésor de Wadi Hakipah (version : 2006)
- 1999 : Yeroushalaim ne m'oublie pas
- 1995 : Si je t'oublie Jérusalem

### Courts-métrages de fictions
- 1999 : La Confrontation
- 2000 : The Other Exodus
- 2001 : Le Départ
- 2002 : Des cœurs et des pierres
- 2003 : La Vision d'Ézechiel
- 2004 : Jérusalem an 66